# De qué sirve la vida
De qué sirve la vida es el tercer álbum solista del músico Alejandro Medina editado en 2005. Fue grabado y mezclado en mayo de 2001 en los Estudios Del Abasto al Pasto. El álbum contiene una pista interactiva que debe usarse en una PC.

## Lista de canciones
Todas escritas y cantadas por Alejandro Medina.
| N.º | Título                      | Duración |  |
| 1.  | «De que sirve la vida»      |          |  |
| 3.  | «Sacudeme la Vida»          |          |  |
| 5.  | «Leyes Viejas»              |          |  |
| 6.  | «Solo y Perdido»            |          |  |
| 7.  | «Un Trago de Whisky»        |          |  |
| 8.  | «Juan Manuelito Rock»       |          |  |
| 11. | «Baby letra de lola Medina» |          |  |
| 12. | «De Que MeDisfrazo»         |          |  |
| 13. | «Track interactivo»         |          |  |